# Calamanda
Calamanda fue una mártir hispana cuya existencia está discutida. Es venerada como santa por la Iglesia católica, quien confirmó su culto, y su memoria se celebra el 5 de febrero, fiesta local del municipio de Calaf, que la considera su patrona.

## Leyenda
La tradición indica que nació en Soler Lladrús, en Calaf, hoy Barcelona. Sobre las fechas exactas de su existencia existe mucha controversia. Sin embargo se toma como referencia la fecha de su presunto martirio.

### Etimología
El nombre Calamanda proviene del latín calamus, que significa "caña" o "que tiene forma de caña".

### Martirio
Existen muchas hipótesis sobre la fecha y las condiciones de su muerte. 
- Bernat Ferrer fija su martirio en el 304, y afirma que fue degollada por los hunos, quienes la emboscaron en su peregrinación de Colonia a Roma.[2]
- La Gran Enciclopedia Catalana, fija los hechos en el siglo VIII.[2]
- Ramon Sargatal concuerda con esta fecha, pero atribuye su muerte a los sarracenos.[2]
- Las leyendas populares afirman que murió por órdenes de un sujeto de nombre Daciano, en el 300, fecha que también se acerca a la teoría de Ferrer.
- Joan Amades, afirma que pereció junto a otras mujeres jóvenes, lo que la convierte en parte de la Leyenda de Santa Úrsula y las once mil vírgenes.[2] Basándose en inscripciones antiguas, Louis Réau afirma también que Calamandra pertenece a la leyenda de Santa Úrsula.[2] es un nombre

## Culto público
Se le conmemora el 5 de febrero, y como la tradición la considera protectora de la ciudad de Calaf, este día se considera la mayor fiesta del pueblo, que data del siglo XV, en la llamada fiesta de invierno.
Josep Baucells, afirma que la leyenda recibió culto en las ciudades de Vich, Cervera y Lérida y, especialmente, en Barcelona, donde se construyó una capilla en su honor en 1268, por orden del obispo Arnau de Gurb.
La confirmación de su culto fue promulgada por el Papa Urbano V, en el siglo XVI. Dicha confirmación extendió el culto de Calamanda hasta Noya, en Cataluña.